# Миропілля (Сумський район)
Миропі́лля (МФА: [mɪroˈpʲiʎːɐ] ( прослухати)) — село в Україні, у Миропільській сільській громаді Сумського району Сумської області. Населення становить близько 20 осіб (червень 2025).
Після ліквідації Краснопільського району 19 липня 2020 року село увійшло до Сумського району.

## Географія
Село Миропілля розташоване на лівому березі річки Псел у місці впадіння в неї річки Удава, вище за течією на відстані 1 км розташоване село Олександрія, нижче за течією на відстані 3,5 км розташоване село Велика Рибиця, на протилежному березі — село Запсілля. Кордон з Росією проходить приблизно за 1 км від села.
Відстань до Краснопілля становить близько 38 км і проходить автошляхом Т 1901.

## Історія
Засноване близько 1650 року переселенцями з волинського містечка Миропіль, що дали назву поселенню. Пізніше, зі завоюваннями Русі, Миропілля з військового осередку перетворилося на торговий.
У XVII столітті — сотенне місто Сумського полку.
У 1670 році Миропіллю надано статус міста, а до початку 20 сторіччя тут вже проживало близько 20 тисяч жителів. У місті було велике взуттєве виробництво, що обслуговувало потреби армії, тричі на рік проходив найбільший в регіоні ярмарок, був вже проведений телефон, працювали школи, училища, дві бібліотеки. Напередодні революції в Миропіллі діяло шість храмів. Місто стрімко розвивалося. У ті часи Миропілля мало свій герб, затверджений 21 вересня 1781 року.
Під час організованого радянською владою Голодомору 1932—1933 років померло щонайменше 45 жителів села.
Радянські війська з боєм відійшли 19 жовтня 1941 року.

#### Російське вторгнення в Україну
8 січня 2023 року російські військові обстріляли село. У селі зафіксували 20 «прильотів» із самохідної артилерійської установки. Внаслідок російської атаки було пошкоджено п'ять будинків та місцева ферма.
18 травня 2023 року росіяни обстріляли населені пункти шести громад Сумської області. Внаслідок мінометного обстрілу Миропільської громади було пошкоджено житловий будинок в с. Миропілля.
19 березня 2024 року село двічі потрапило під обстріл російського агресора. Обстріли велися зі ствольної артилерії, мінометів 120 і 82 мм, танків.
14 липня 2024 року село обстріляли російські агресори. Зафіксовано 7 вибухів, ймовірно РСЗВ; 6 обстрілів: 6 вибухів, ймовірно ФПВ-дрон. В результаті обстрілу пошкоджено приватний житловий будинок.
28 липня 2024 року село знову обстріляли російські агресори. Зафіксовано 3 вибухи, ймовірно ствольна артилерія 122 мм; 8 вибухів, ймовірно РСЗВ.
3 серпня 2024 року російські війська обстріляли село. Зафіксовано 8 вибухів, ймовірно міномет 120 мм; 3 вибухи, ймовірно КАБ. В результаті обстрілу зруйновано 2 будівлі, пошкоджено 2 трактори, 2 мікроавтобуса та легковий автомобіль.
11 серпня 2024 року село вчергове обстріляв агресор. Як повідомили в оперативному командуванні “Північ” зафіксовано 8 вибухів, ймовірно ствольна артилерія 152 мм; 6 вибухів, ймовірно РСЗВ. В результаті обстрілу пошкоджено об’єкт промислової інфраструктури.
17 серпня 2024 року оперативне командування «Північ» повідомило про обстріли Сумської області. Серед постраждалих населених пунктів село Миропілля – 1 вибух, ймовірно КАБ.
19 березня 2025 року російські війська здійснили масований обстріл Миколаївської церкви. Внаслідок атаки пошкоджені стіни монастиря, вибиті вікна та двері, знищені господарські приміщення.

## Населення
За переписом 1897 року у місті проживало 10 101 осіб (5 085 чоловіків та 5 016 жінок).
Згідно з переписом УРСР 1989 року чисельність наявного населення села становила 3622 особи, з яких 1592 чоловіки та 2030 жінок.
За переписом населення України 2001 року в селі мешкали 2873 особи.
"Якщо до початку війни (2022 рік) у нас було населення 4 172 особи, то останні підрахунки - було 2 600, а на даний час, я думаю, ще менше. Те, що люди виїжджають, з одного боку, я хочу сказати, що слава богу, що вони в безпеці, але ж занедбане село, занедбані домоволодіння. Село помирає”, - каже 8 червня 2023 року секретарка Миропільської сільської ради Олена Шаркова.                                      
Станом на червень 2025 року населення села було 20 осіб.

### Мова
Розподіл населення за мовою згідно з переписом 1897 року:
| Мова       | Осіб   | Відсоток |
| ---------- | ------ | -------- |
| українська | 9 927  | 98,28 %  |
| російська  | 170    | 1,68 %   |
| польська   | 3      | 0,03 %   |
| єврейська  | 1      | 0,01 %   |
| Разом      | 10 101 | 100 %    |

Розподіл населення за рідною мовою за даними перепису 2001 року:
| Мова       | Відсоток |
| ---------- | -------- |
| українська | 95,61 %  |
| російська  | 4,07 %   |
| вірменська | 0,17 %   |
| білоруська | 0,03 %   |
| молдовська | 0,03 %   |
| німецька   | 0,03 %   |

## Економіка
- Молочно-товарні та птахо-товарна ферми.
- «Дружба», агрофірма, ТОВ.
- «Лан», ТОВ, агрофірма.
- Цегляний завод.

## Об'єкти соціальної сфери
- Дитячий садок.
- Школа.
- Міжшкільний НВК.

## Миропільський ярмарок
Із 2009 року стало традицією проведення Миропільського ярмарку. Так у 2011 році він був проведений утретє.
У перший раз серед 120 підприємств із Сумщини, інших областей України, Російської Федерації, що презентували свій виробничий потенціал на І-му Міжрегіональному Миропільському ярмарку, 8 було з міста Лебедина.
Як і на будь-якому ярмарку, у Миропіллі гамірно і весело. Всюди лунають українські пісні, люди спілкуються та розважаються. Національний колорит додають курені від районів області та сільських рад Краснопільського району.
Відвідувачі ярмарку мають можливість придбати товари з лози, глини, дерева та металу, вироби народних умільців декоративно-ужиткового мистецтва, хліб та кондитерські вироби, продовольчі товари, сільськогосподарську продукцію, сувеніри, одяг, взуття, посуд, меблі тощо.
У ході ярмарку-2011 відбувся День району, фольклорний фестиваль «Пісенні джерела Краснопільщини», розважальна програма «Богатирські ігри», спортивні змагання, розваги для дітей тощо. Також Краснопільщина продемонструвала культуру та побут району: кожне село у стилізованих «автентичних» куренях представило свої здобутки.

## Особистості
- Авраменко Андрій Миколайович  ( 5 грудня 1978, с. Глибне — 28 червня 2022, с. Миропілля Сумського району) — український військовик, учасник російсько-української війни[20].
- Гідора Анна Володимирівна (1959) — українська художниця-живописець.
- Єременко Іван Гаврилович (1916—2002) — український педагог, вчений-дефектолог.
- Лазарєв Борис Георгійович (1906—2001) — академік АН УРСР.
- Михайличенко Гнат Васильович (1892—1919) — член Української Центральної Ради.
- Мощенко Кость Васильович (1846—1963) — український громадський діяч, музейник, етнограф, художник, архітектор, краєзнавець, дослідник українського народного мистецтва.
- Піддубний Віталій Володимирович (1977—2014) — солдат резерву, учасник російсько-української війни 2014 року.
- Повх Іван Лукич — український вчений у галузі гідромеханіки і аеромеханіки, член-кореспондент АН УРСР.
- Таран Анатолій Васильович (1940—1995) — український поет.
- Шамрай Агапій Пилипович (1896—1952) — український мовознавець 1920-тих років, викладач Харківського університету.

## Пам'ятки
Колишнє місто, Миропілля має численні пам'ятки архітектури й історії. До Державного реєстру нерухомих пам'яток України занесені 23 пам'ятки села, всі за категорією місцевого значення: 15 пам'яток архітектури та по 4 історії й археології:
| Охоронний номер  | Назва                                                                       | Вид         | Розташування | Координати                                                              | Опис | Зображення                                                                  |
| ---------------- | --------------------------------------------------------------------------- | ----------- | --- | ----------------------------------------------------------------------- | --- | --------------------------------------------------------------------------- |
| 3560-См (253-См) | Миколаївська церква                                                         | Архітектури | вул. Сумська, 90 | 51°01′00″ пн. ш. 35°15′14″ сх. д. / 51.016762° пн. ш. 35.253753° сх. д. | Побудована 1885 року на місці старої дерев'яної церкви, у 1930-ті частково зруйнована, нині використовується за призначенням. Значного розміру, цегляна, чотиристопна, однобанна, трипрестольна, в стилі історизму з елементами пізнього класицизму та «російського» стилю. Має п'ятиярусну прямокутну стовпоподібну дзівницю заввишки 50 метрів. | Миколаївська церква                                                         |
| 3561-См (254-См) | Церковно-парафіяльна школа                                                  | Архітектури | пл. Миру, 19 | 51°01′33″ пн. ш. 35°14′40″ сх. д. / 51.025923° пн. ш. 35.244366° сх. д. | Споруджена 1883 року коштом населення за типовим проектом курських бригадних будівничих. Одноповерховий цегляний прямокутний будинок, з багатим декоративним оздобленням, зокрема, портал обрамлено напівколонами та підкреслено вузькими вікнами. Збереглося планування: сіни та дві класні кімнати.                                             | Церковно-парафіяльна школа                                                  |
| 3562-См (255-См) | Дзвіниця Спасо-Преображенської церкви                                       | Архітектури | пл. Миру | 51°01′32″ пн. ш. 35°14′39″ сх. д. / 51.02559° пн. ш. 35.244205° сх. д.  | Збудована 1883 року. Була дзвіницею Преображенського храму, збудованого 1889 замість дерев'яної церкви та знищеної в 1930-х. Чотириярусна дзвіниця у формах руського стилю. За радянських часів використовувалася водогоном, нині руйнується. | Дзвіниця Спасо-Преображенської церкви                                       |
| 3563-См (256-См) | Церковно-парафіяльна школа                                                  | Архітектури | вул. Сумська, 40 | 51°01′26″ пн. ш. 35°14′36″ сх. д. / 51.023991° пн. ш. 35.243455° сх. д. | Цегляний нетинькований одноповерховий Т-подібний будинок, виконаний у стилі загальної забудови вулиці. Споруджений у 1900 році коштом місцевих купців. Усі фасади виконані в «цегляному» стилі, головний фасад симетричний, вхід з двору. Планування збереглося, будівля нині є корпусом сільської школи.                                         | Церковно-парафіяльна школа                                                  |
| 3564-См (257-См) | Особняк                                                                     | Архітектури | вул. Сумська, 49 | 51°01′19″ пн. ш. 35°14′49″ сх. д. / 51.02182° пн. ш. 35.247059° сх. д.  | Збудований у II пол. ХІХ ст. | Особняк (мур.)                                                              |
| 3565-См (258-См) | Чоловіча гімназія                                                           | Архітектури | вул. Шкільна, 33 | 51°01′39″ пн. ш. 35°14′39″ сх. д. / 51.027381° пн. ш. 35.244237° сх. д. | Двоповерховий будинок кінця XIX століття в «цегляному» стилі з елементами пізнього класицизму, що є синтезом архітектури громадської споруди та житлового будинку. Планування за типовою схемою для училищ. Будівля нині перебуває в напівзруйнованому стані.                                                                                     |                                                                             |
| 3566-См (259-См) | Особняк Глуховцева                                                          | Архітектури | вул. Сумська, 44 | 51°01′25″ пн. ш. 35°14′38″ сх. д. / 51.023525° пн. ш. 35.243989° сх. д. | Двоповерховий цегляний будинок кінця XIX століття, Г-подібний у плані, побудований в «цегляному» стилі. Розташований на перехресті, що виходить на центральну площу. Східний та південний фасади ошатно оздоблені. Нині будинок перебудований під поліклініку.                                                                                    | Особняк Глуховцева                                                          |
| 3567-См (260-См) | Будинок купця Слитіна                                                       | Архітектури | вул. Сумська, 33 | 51°01′24″ пн. ш. 35°14′40″ сх. д. / 51.02343° пн. ш. 35.244446° сх. д.  | Збудований у кінці XIX століття. |                                                                             |
| 3568-См (261-См) | Земська школа                                                               | Архітектури | вул. Сумська, 36 | 51°01′29″ пн. ш. 35°14′31″ сх. д. / 51.024678° пн. ш. 35.242038° сх. д. | Будівля середини XIX століття. |                                                                             |
| 3569-См (262-См) | Жіноча гімназія                                                             | Архітектури | вул. Сумська, 34 | 51°01′30″ пн. ш. 35°14′30″ сх. д. / 51.024897° пн. ш. 35.241566° сх. д. | Споруджена в кінці XIX ст. у центрі села. Фасад гімназії не виділяється з архітектури вулиці. Одноповерховий цегляний нетинькований будинок Г-подібної форми в «цегляному» стилі. Перебудований у 1950 році під клуб. | Жіноча гімназія                                                             |
| 3570-См (263-См) | Особняк                                                                     | Архітектури | вул. Сумська, 12 | 51°01′36″ пн. ш. 35°14′11″ сх. д. / 51.026628° пн. ш. 35.236421° сх. д. | Садиба кінця XIX століття, висока цегляна огорожа збереглася лише фрагментарно. Одноповерхова з високим цокольним поверхом у «цегляному» стилі з елементами неоготики. Головний фасад симетричний, розчленований на три частини та пишно оздоблений. За радянських часів був перебудований під школу-інтернат.                                    | Особняк                                                                     |
| 3571-См (264-См) | Лавка                                                                       | Архітектури | вул. Сумська, 3 | 51°01′37″ пн. ш. 35°14′13″ сх. д. / 51.026918° пн. ш. 35.237054° сх. д. | Збудована в кінці XIX століття. | Лавка                                                                       |
| 3572-См (265-См) | Заїзд                                                                       | Архітектури | вул. Сумська, 1 | 51°01′37″ пн. ш. 35°14′12″ сх. д. / 51.026956° пн. ш. 35.236566° сх. д. | Споруда кінця XIX століття. | Заїзд                                                                       |
| 3573-См (266-См) | Будинок священика                                                           | Архітектури | вул. Сумська, 41 |                                                                         | Збудований в кінці XIX століття. Фактично вже не існує. |                                                                             |
| 3574-См (267-См) | Земська лікарня                                                             | Архітектури | південна околиця села | 51°00′15″ пн. ш. 35°15′23″ сх. д. / 51.004250° пн. ш. 35.256350° сх. д. | Збудована в 1900—1903 роках. Після розпаду СРСР розібрана на цеглу, жодного з корпусів не збереглося. |                                                                             |
| 3556-См (456)    | Могила Волкова В. Г.                                                        | Історії     | у сквері біля сільради | 51°01′32″ пн. ш. 35°14′28″ сх. д. / 51.025442° пн. ш. 35.241154° сх. д. | Могила першого червоного комісара Суджанського повіту Курської губернії Василя Волкова, уродженця Миропілля, якого вбили денікінці в 1919 році. Останки Волкова перенесені в Миропілля 1920 року, а 1967 на могилі встановлене бетонне погруддя роботи скульптора Леоніда Чемена.                                                                 | Могила Волкова В. Г.                                                        |
| 3557-См (437)    | Братська могила радянських воїнів і партизанів та пам'ятник воїнам-землякам | Історії     | пл. Миру | 51°01′34″ пн. ш. 35°14′37″ сх. д. / 51.026105° пн. ш. 35.243587° сх. д. | Поховано 59 радянських воїнів, які загиблі в боях за село у лютому—березні 1943. Останки загиблих перевезені в 1957 році, тоді ж встановлено залізобетонну скульптуру воїна на цегляному постаменті. У 1975 поруч встановлено стелу з прізвищами 513 воїнів-земляків, загиблих на фронтах Другої світової війни.                                  | Братська могила радянських воїнів і партизанів та пам'ятник воїнам-землякам |
| 3558-См (436)    | Братська могила радянських воїнів                                           | Історії     | вул. Сумська, 88 (колишнє село Студенок) | 51°01′03″ пн. ш. 35°15′13″ сх. д. / 51.017585° пн. ш. 35.253582° сх. д. | Поховано 106 воїнів, загиблих у березні та серпні 1943 року під час звільнення села від німецьких військ. Обеліск 1948 року замінений у 1964 році на залізобетонну скульптуру воїна. | Братська могила радянських воїнів                                           |
| 3559-См (438)    | Братська могила радянських воїнів                                           | Історії     | вул. Центральна, 121, біля учбово- виробничого комбінату (колишнє село Пенянка) | 51°01′40″ пн. ш. 35°15′34″ сх. д. / 51.02784° пн. ш. 35.259327° сх. д.  | Похований 21 радянський воїн, загиблі у березні та серпні 1943 року під час звільнення села від німецьких військ. Останки перенесені з кладовища 1966 року, тоді ж встановлену бетонну скульптуру воїна. |                                                                             |
| 3575-См          | Поселення — 1                                                               | Археології  | на краю першої надзаплавної тераси правого берега р. Рибиця за 1,5 км на південь від села Миропілля по шляху Суми — Миропілля. Від поселення Мала Рибиця воно відділено яром, що перетинає край тераси         |                                                                         | Поселення бронзової доби розміром 100 × 40 м, має невелике валоподібне підвищення. Виявлене Ростиславом Терпиловським та Андрієм Обломським у 1991 році. |                                                                             |
| 3576-См          | Поселення — 2                                                               | Археології  | на краю першої надзаплавної тераси правого берега р. Рибиця за 0,6 км на південь від села Миропілля по шляху Суми — Миропілля                                                                                  |                                                                         | Багатошарове поселення: бронзова доба, рання залізна доба, раннє середньовіччя, розмір 130 × 100 м, розоране. Виявлене Ростиславом Терпиловським та Андрієм Обломським у 1991 році. |                                                                             |
| 3577-См          | Поселення — 3                                                               | Археології  | на мисоподібному підвищенні краю першої надзаплавної тераси правого берега р. Рибиця за 500 м на південь від села Миропілля по шляху Суми — Миропілля. За 100 м південніше знаходиться поселення Миропілля — 2 |                                                                         | Багатошарове поселення: бронзова доба, рання залізна доба (київська культура ІІІ–IV ст., черняхівська культура ІІІ–IV ст.). Розміри 120 × 100 м, має невелике валоподібне підвищення. Виявлене Ростиславом Терпиловським та Андрієм Обломським у 1991 році.                                                                                       |                                                                             |
| 3578-См          | Поселення — 4                                                               | Археології  | на схилі першої надзаплавної тераси правого берега р. Псел за 1,0 м на схід від ферми с. Миропілля, що розташована на його північній околиці.                                                                  |                                                                         | Багатошарове поселення: бронзова доба, рання залізна доба. Складається з двох частин: західної розміром 100 × 120 м та східного розміром 70 × 40 м, обидва частково розорані. Виявлене Ростиславом Терпиловським та Андрієм Обломським у 1991 році.                                                                                               |                                                                             |

Іншими пам'ятками села є будинок початку XX століттян в якому народився й мешкав український письменник Гнат Михайличенко (вулиця Михайличенка, 17), пам'ятник Герою Радянського Союзу й випускнику Миропільської школи-інтернату Петрові Мірошниченку (сквер біля сільської ради), а також колишній паровий млин Білогірського монастиря 1905 року (вулиця Сумська, 2).

## Галерея

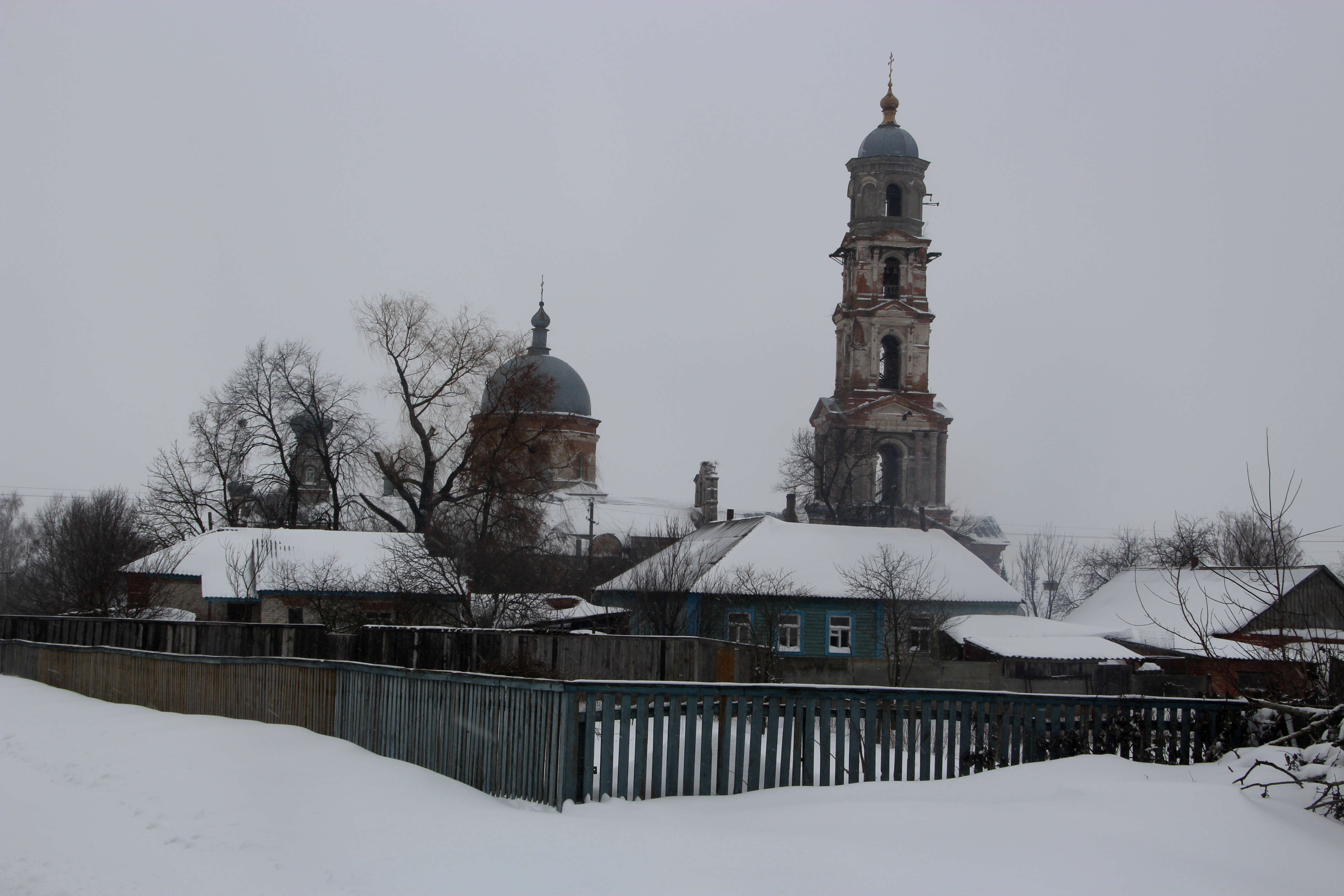
Миколаївська церква
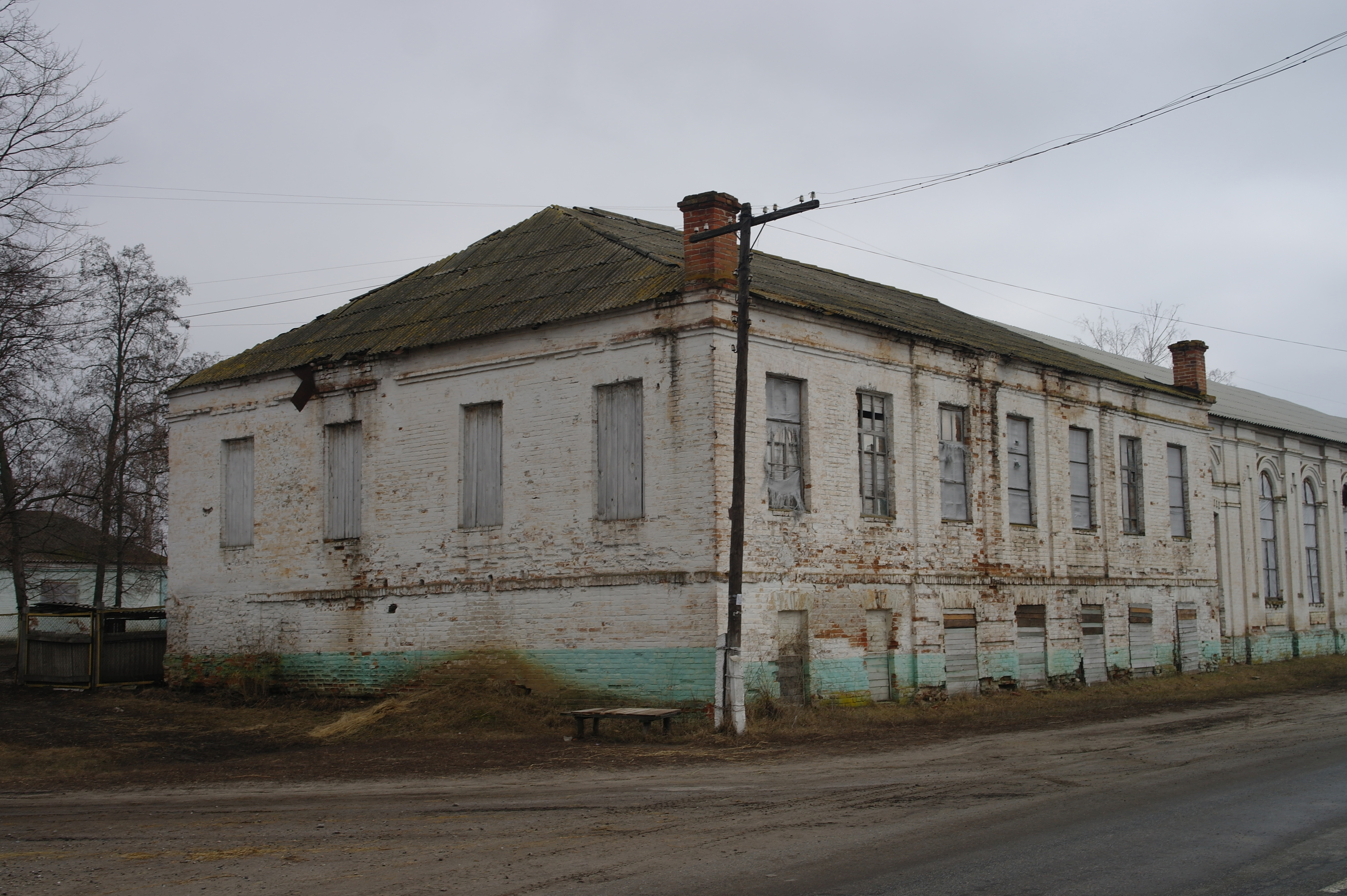
Колишня взуттєва фабрика
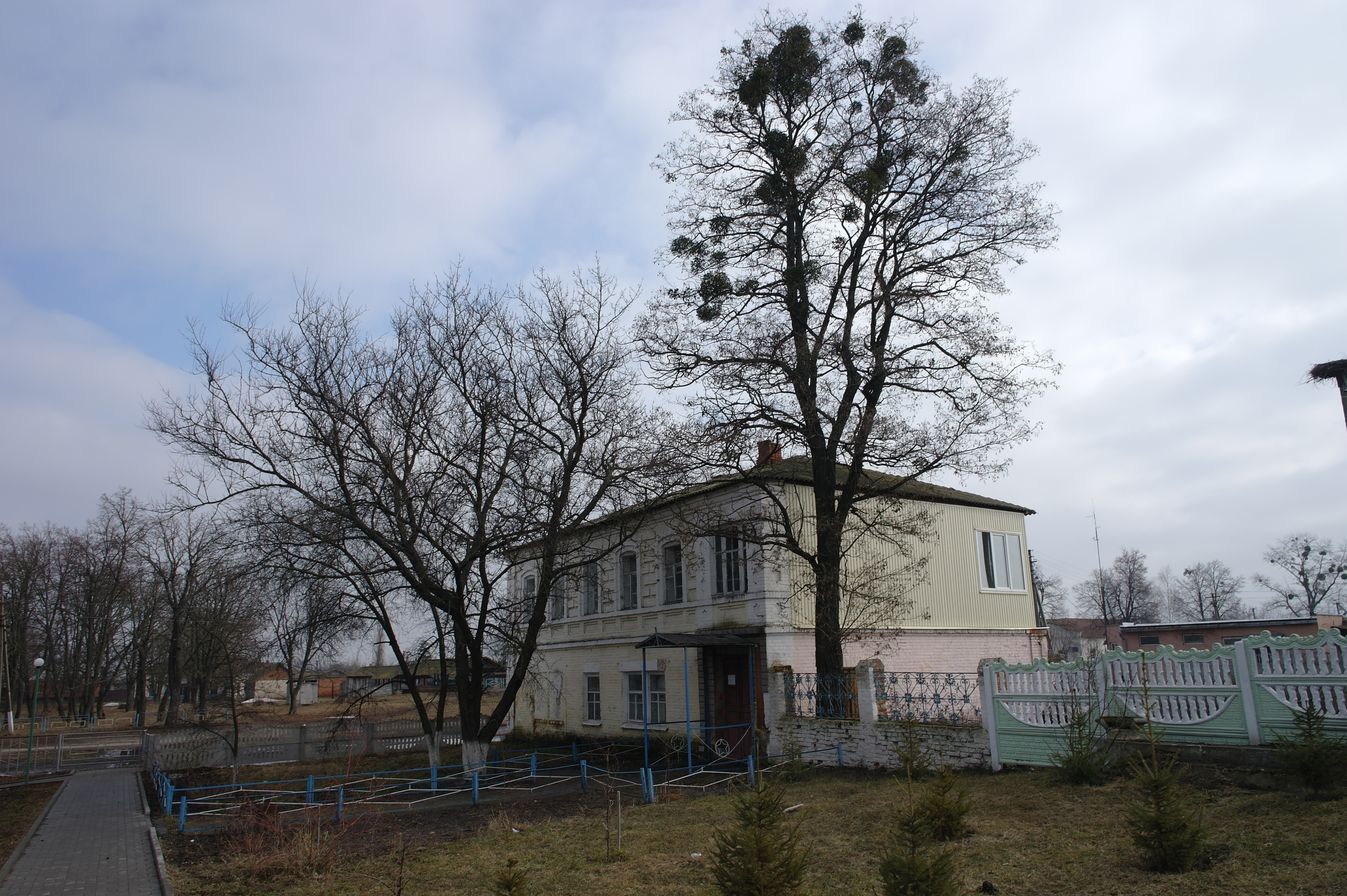
Магазин
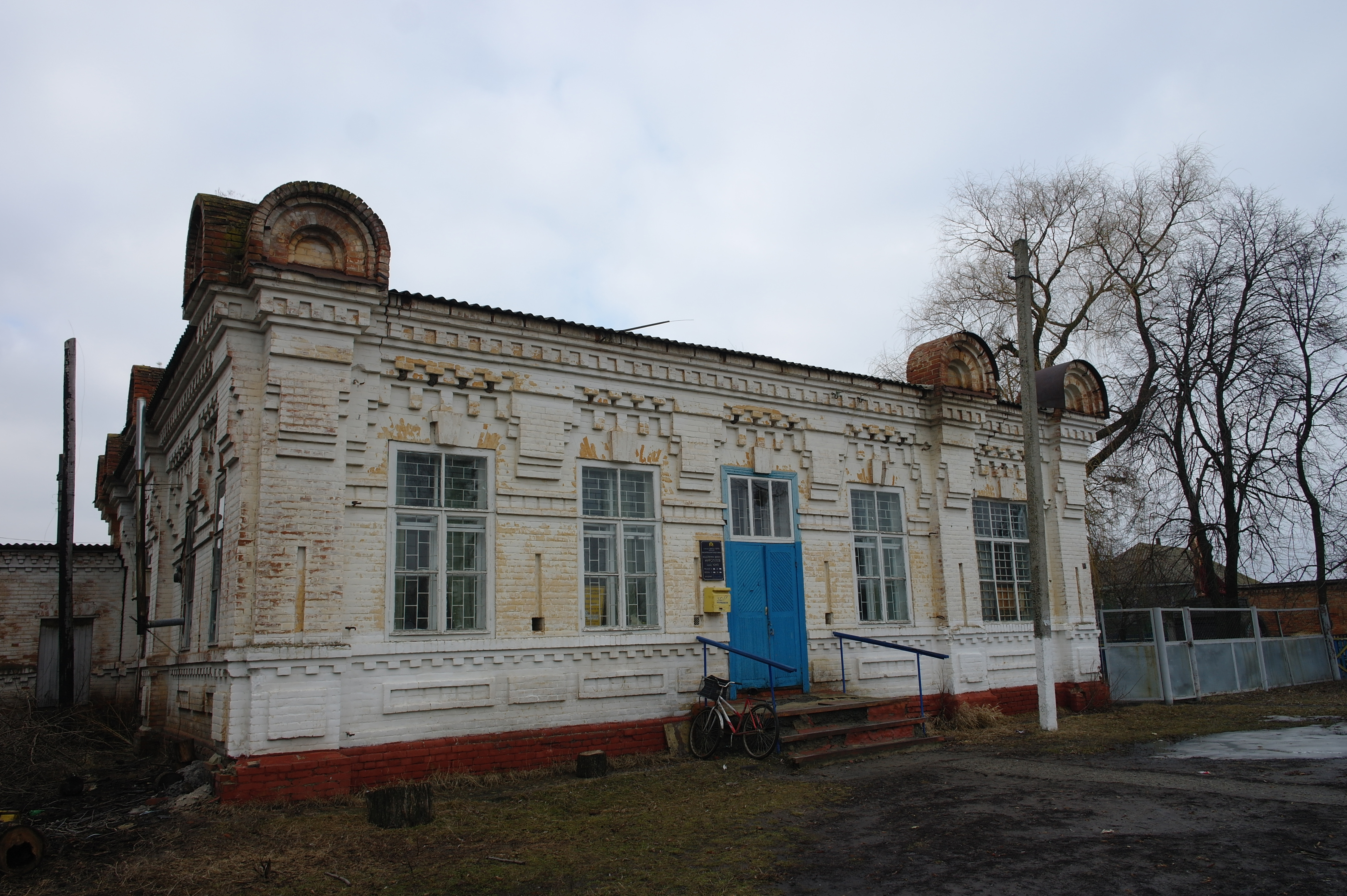
Пошта
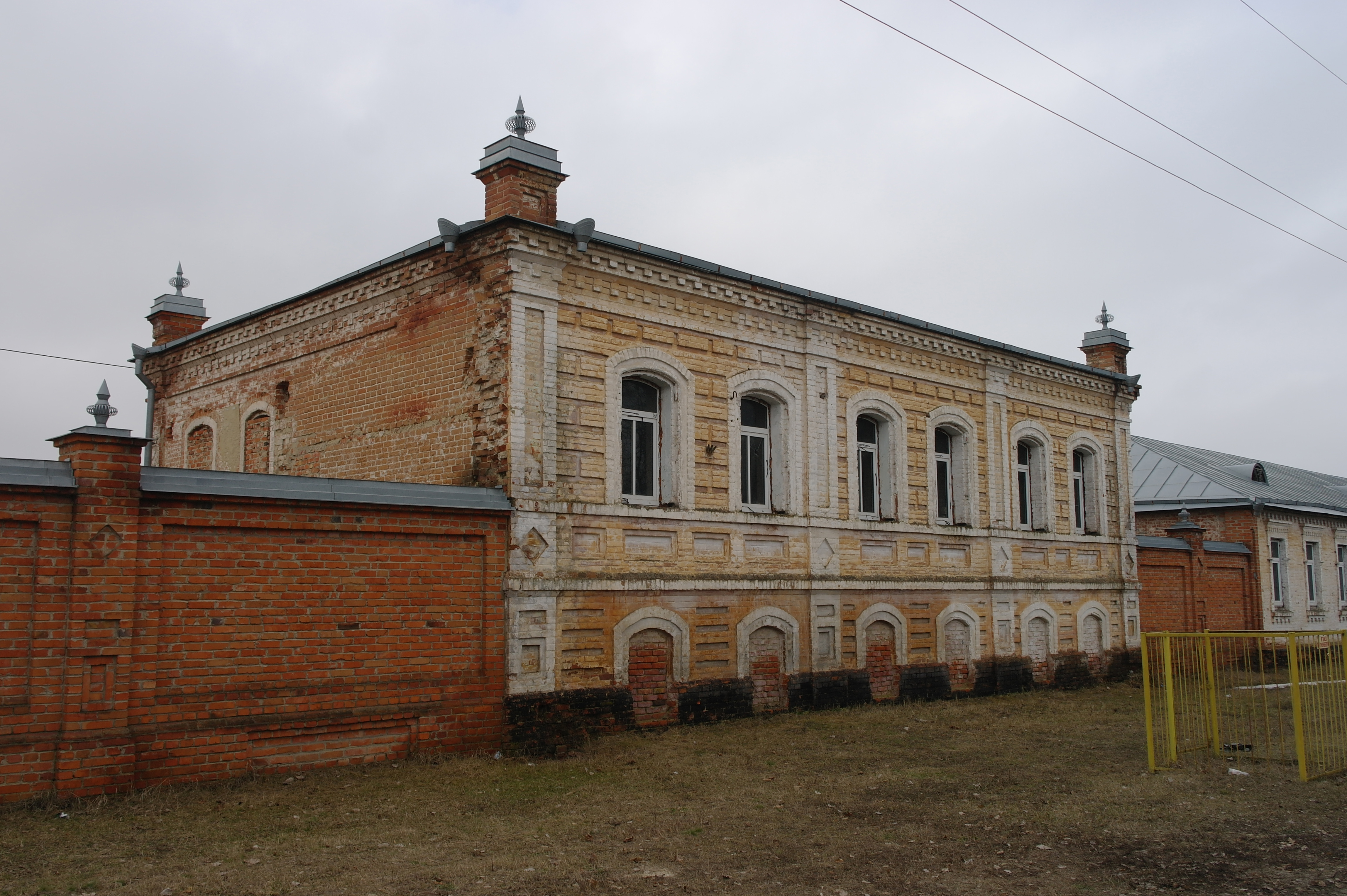
Забудова вулиці Сумської
Пам'ятник загиблим у Другій світовій війні